# Gnophos infuscaria
Gnophos infuscaria là một loài bướm đêm trong họ Geometridae.